# Azaría
Azaría o acería es el nombre con que se llamaba el servicio militar, que en las comarcas fronterizas a terrenos ocupados por moros, prestaban los pueblos en la Edad Media para proteger el corte de maderas, durante cuya época de improvisto se trataban combates encarnizados.
Algunos autores derivan esta palabra de italiano azaría, en cuyo caso procedería de azza, arma de asta corta, en cuyo extremo había un hierro con dos puntas: una afilada y la otra en forma de martillo.
Según Serafín María de Sotto, conde de Clonard, también significaba ataque por sorpresa o repentino.